# Jean Hollywood
Jean Hollywood (Los Ángeles, California; 19 de septiembre de 1999) es un actor pornográfico queer estadounidense, antes conocido como actriz como Ella Hollywood.

## Biografía
Hollywood es natural de la ciudad californiana de Los Ángeles, donde nació en septiembre de 1999. Sin conocerse muchos datos acerca de su vida anterior a su entrada en la industria, hizo su debut oficial en el cine para adultos, entonces como actriz, en diciembre de 2018, con 19 años, cuando filmó su primera escena en solitario, Starlet Is Born – Ella Hollywood, grabada por el director Buddy Wood para la web TS-Casting Couch.com, perteneciente a la empresa Grooby Productions.
Además de las producciones dirigidas por Grooby, ha trabajado con estudios como Gender X, Evil Angel, Devil's Film, TransErotica, Trans Angels, Transsensual, Mancini Productions, Pure TS, Mile High, Feminized, Kink.com o Smash Pictures, entre otros.
Con posterioridad, comenzó sus primeros trabajos como modelo erótica y grabando sus primeras películas, apareciendo en producciones como Family Transformation, Trans Babysitters 2, TS Hot Wives, Trans-Active 2, Stand By Your Trans o Trannylicious 3, entre otros.
En 2020 recibió sus primeras nominaciones en los Premios AVN, siendo reconocida en la categoría de Artista transexual del año, así como en la de Mejor escena de sexo transexual en grupo por la película Menage à Trans 4.
Ha grabado más de 140 películas.

## Premios y nominaciones
| Año  | Ceremonia                  | Resultado | Premio                                          | Trabajo                      |
| ---- | -------------------------- | --------- | ----------------------------------------------- | ---------------------------- |
| 2019 | Nightmoves                 | Nominada  | Mejor artista transexual                        | —                            |
| 2020 | Premios AVN                | Nominada  | Artista transexual del año                      | —                            |
| 2020 | Premios AVN                | Nominada  | Mejor escena de sexo transexual en grupo        | Menage à Trans 4             |
| 2020 | Premios AVN                | Nominada  | Premio fan: Artista transexual favorita         | —                            |
| 2020 | Premios AVN                | Nominada  | Premio fan: Chica trans webcam favorita         | —                            |
| 2020 | Transgender Erotica Awards | Nominada  | Mejor modelo hardcore                           | —                            |
| 2020 | Transgender Erotica Awards | Nominada  | Mejor nueva cara                                | —                            |
| 2020 | Transgender Erotica Awards | Ganadora  | Mejor escena de realidad virtual                | Little Slut Face             |
| 2021 | Premios AVN                | Nominada  | Artista transexual del año                      | —                            |
| 2021 | Premios AVN                | Nominada  | Mejor escena de sexo con transexual             | My TS Stepdaughter 2         |
| 2022 | Premios AVN                | Nominada  | Mejor escena de sexo con transexual             | Trans-Active 7               |
| 2022 | Premios AVN                | Ganadora  | Premio de los fans: Artista transexual favorita | —                            |
| 2023 | Premios AVN                | Nominada  | Mejor escena de sexo transexual en grupo        | The Physical: Nurses Retreat |